# فريد سادات
فريد سادات هو لاعب كرة قدم أفغاني في مركز الوسط، ولد في 10 نوفمبر 1998 في أفغانستان. لعب مع نادي لاهتي.

## وصلات خارجية
- فريد سادات على موقع قاعدة بيانات كرة القدم.إي يو (الإنجليزية)
- فريد سادات على موقع ناشيونال فوتبول تيمز (الإنجليزية)
- فريد سادات على موقع Soccerway.com (الإنجليزية)
- فريد سادات على موقع عالم كرة القدم.نت (الإنجليزية)